# Filoncholaimus ditlevseni
Filoncholaimus ditlevseni är en rundmaskart som först beskrevs av Hans August Kreis 1932.  Filoncholaimus ditlevseni ingår i släktet Filoncholaimus och familjen Oncholaimidae. Inga underarter finns listade i Catalogue of Life.